# Gewargis Younan
Gewargis Younan (ur. 1980 w Bagdadzie) – duchowny Starożytnego Kościoła Wschodu, od 2014 biskup Chicago. 

## Życiorys
Urodził się w Bagdadzie, jednak ze względu na represje ze strony władz za rządów Saddama Husajna jego rodzina zmuszona była wyemigrować do Ameryki. Święcenia kapłańskie przyjął w 2012. Sakrę biskupią otrzymał w 2014 roku. 